# 枇杷叶紫珠
枇杷叶紫珠（学名：Callicarpa kochiana），又名鬼紫珠、劳来氏紫珠、长叶紫珠、野枇杷、山枇杷，是马鞭草科紫珠属的植物。分布在台湾岛、越南以及中国大陆的福建、江西、湖南、河南、浙江、广东等地，生长于海拔100米至850米的地区，一般生于谷地溪旁林中、山坡以及灌丛中，目前尚未由人工引种栽培。